# Foz
Foz ist eine spanische Gemeinde (Concello) in Galicien an der Küste des kantabrischen Meeres zwischen den Gemeinden Burela und Barreiros. Das Gemeindegebiet umfasst eine Fläche von 100,29 km² bei 10.198 Einwohnern (Stand: 2024). Im Landesinnern grenzt Foz an Lourenzá, Mondoñedo, O Valadouro, Alfoz und Cervo.
Foz war früher ein Fischerdorf. Heute ist der Tourismus mit vielen Stränden der Hauptwirtschaftszweig.

## Sehenswürdigkeiten
Die ehemalige Kathedrale Basilika San Martiño de Mondoñedo aus dem 6. Jahrhundert mit Malereien des 14. bis 16. Jahrhunderts ist eine der ältesten Kirchen Spaniens. Das Castro Fazouro stammt aus dem 2. Jahrhundert v. Chr.

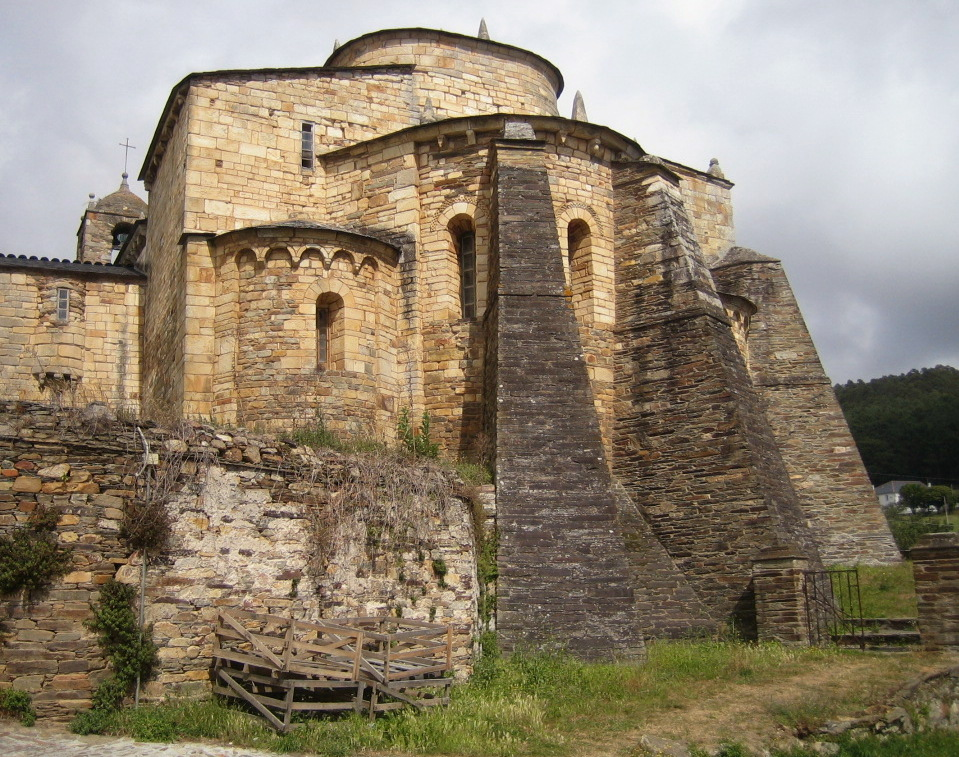
Die Kathedrale San Martiño
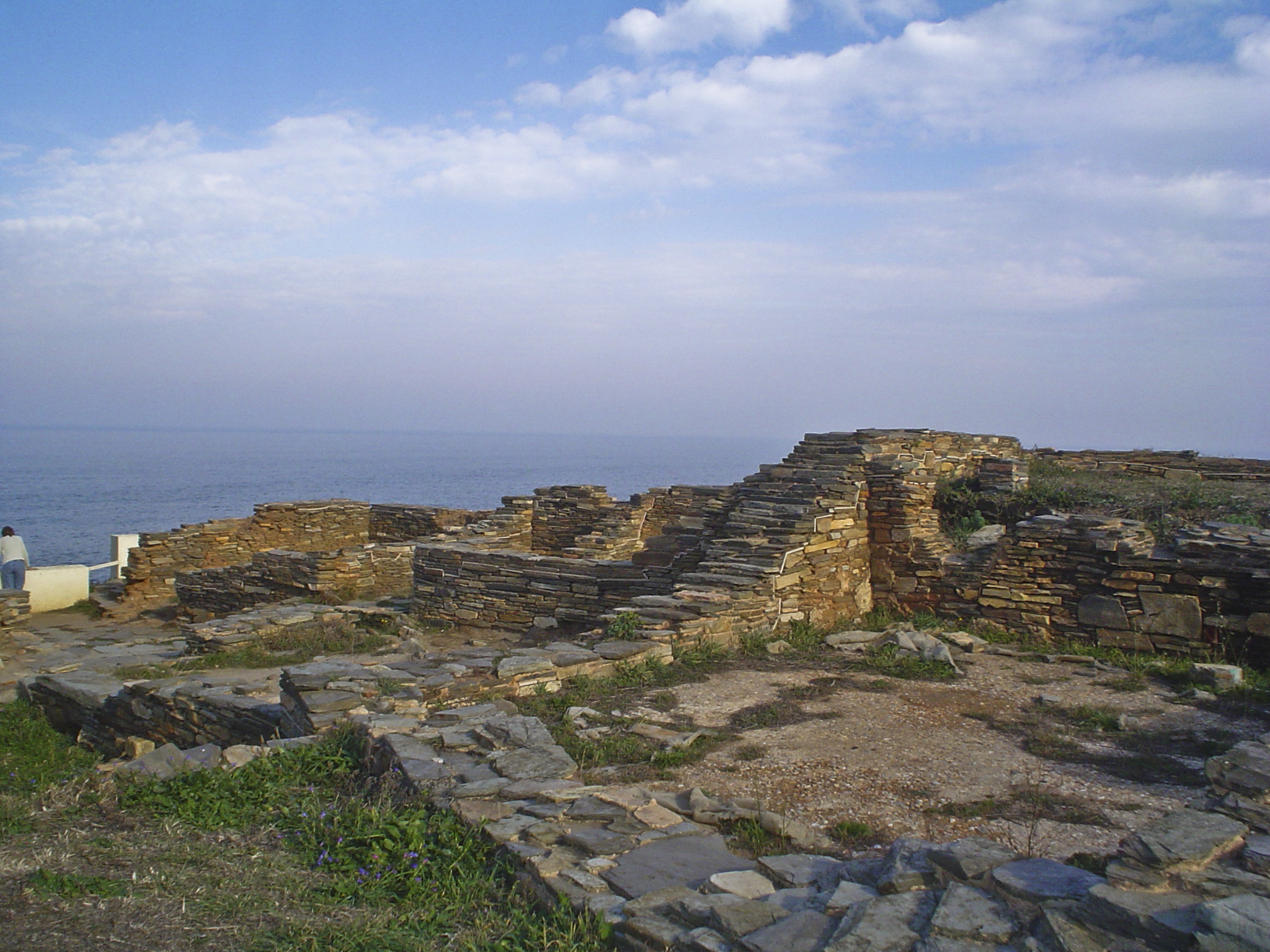
Reste des Castros von Fazouro

## Gemeindegliederung
Die Gemeinde Foz ist in neun Parroquias gegliedert:
| Parroquias                 | Patrozinium   | Einwohner 2024 | Fläche km² | Dichte Einw./km² | Höhe msnm | Ortskennzahl |
| -------------------------- | ------------- | -------------- | ---------- | ---------------- | --------- | ------------ |
| Cangas                     | San Pedro     | 814            | 10,22      | 80               | 26        | 27019010000  |
| Cordido                    | San Xiao      | 178            | 14,81      | 12               | 80        | 27019020000  |
| Fazouro                    | Santiago      | 589            | 8,63       | 68               | 35        | 27019030000  |
| Foz                        | Santiago      | 6.489          | 3,37       | 1.926            | 16        | 27019040000  |
| Nois                       | San Xiao      | 514            | 4,98       | 103              | 20        | 27019060000  |
| San Martiño de Mondoñedo   | San Martiño   | 611            | 21,59      | 28               | 119       | 27019050000  |
| Santa Cilla do Valadouro   | Santa Cilla   | 263            | 15,59      | 17               | 105       | 27019080000  |
| Santo Acisclo do Valadouro | Santo Acisclo | 96             | 9,18       | 10               | 58        | 27019070000  |
| Vilaronte                  | San Xoán      | 609            | 11,80      | 52               | 93        | 27019090000  |

## Wirtschaft
| Ackerbau, Viehzucht und Fischerei                                                  | 0196  | 05,19  |
| Industrie                                                                          | 0437  | 011,58 |
| Bauwirtschaft                                                                      | 0402  | 010,65 |
| Dienstleistungsbetriebe                                                            | 2.739 | 072,58 |
| Total                                                                              | 3.774 | 100,00 |
| * Daten aus dem Statistischen Amt für Wirtschaftliche Entwicklung in Galicien, IGE |       |        |